# KV30
KV30 (Kings' Valley 30) è la sigla che identifica una delle tombe della Valle dei Re in Egitto; titolare sconosciuto.
Inusuale la planimetria: da un pozzo verticale di accesso, si passa nella camera funeraria di forma geometrica non regolare e, da questa, si accede a quattro altri locali. Sia pure in piccolo, la struttura planimetrica ricorda quelle delle tombe KV5, KV12 e KV27.
Scoperta e scavata da Giovanni Battista Belzoni nel 1817, per conto del II conte di Belmore, venne mappata e rilevata da James Burton nel 1825 e nel 1898 da Victor Loret; al suo interno vennero rinvenuti solo frammenti di vasellame risalenti alla XVIII dinastia.
Scavi sistematici della KV30 sono stati eseguiti solo nel 2010-2015, nell’ambito del The University of Basel King’s Valley Project (trad. Progetto Valle dei Re dell’Università di Basilea) . I detriti riempivano i corridoi fino a circa 50 cm dal soffitto; al loro interno vennero rinvenuti frammenti di vasellame (verosimilmente quelli segnalati da Burton nel 1825).
A circa 1,80 m di altezza, sopra la porta che, al fondo del pozzo, dà accesso alle camere, è stato rinvenuto un graffito in inchiostro rosso i cui caratteri geroglifici potrebbero corrispondere al prenome Neb-Kheperu-Ra di Tutankhamon.
Pochi resti di legno, cartonnage, sarcofago e vasellame rinvenuti tra i detriti, non consentono di datare con certezza la tomba, comunque assegnata alla XVIII dinastia e verosimilmente al regno di Amenhotep III , che venne usata almeno una volta.

### Annotazioni
1. ↑  Le tombe vennero classificate nel 1827, dalla numero 1 alla 22, da John Gardner Wilkinson in ordine geografico. Dalla numero 23 la numerazione segue l’ordine di scoperta.
2. ↑  Somerset Lowry-Corry, II Conte di Belmore (1774-1841), nobile e politico irlandese.
3. ↑  Il progetto vede la collaborazione, oltre l’Università di Basilea, dell’Università Americana del Cairo –Dipartimento Egittologia- e dell’Università di Zurigo –Centro di medicina evolutiva: progetto mummie egizie-; prevede lo studio e l’analisi di varie tombe della Valle dei re: KV26, KV29, KV30,  KV31,  KV32,  KV33,  KV37,  KV40,  KV59,  KV61 e la recentissima KV64.

### Fonti
1. ↑   Copia archiviata, su aegyptologie.unibas.ch. URL consultato il 3 febbraio 2017 (archiviato dall'url originale il 4 febbraio 2017).
2. ↑  Nicholas Reeves e Richard Wilkinson, The complete valley of the Kings, New York, Thames & Hudson, 2000, p. 109.
3. ↑   Ägyptologisches Seminar: Report 2009, su aegyptologie.unibas.ch. URL consultato il 3 febbraio 2017 (archiviato dall'url originale il 4 febbraio 2017).
4. ↑   Ägyptologisches Seminar: Report 2014, su aegyptologie.unibas.ch. URL consultato il 3 febbraio 2017 (archiviato dall'url originale il 4 febbraio 2017).